# Satu Nou (gmina Mihăilești)
Satu Nou – wieś w Rumunii, w okręgu Buzău, w gminie Mihăilești. W 2011 roku liczyła 482 mieszkańców.